# Café Theater Festival
Het Café Theater Festival is een vierdaags festival voor nieuwe theater- en dansmakers dat jaarlijks plaatsvindt in Utrecht, Arnhem en Rotterdam. Het Café Theater Festival in Utrecht is ontstaan in 1987. Bezoekers van het festival kunnen de voorstellingen bijwonen in de daarvoor aangewezen kroegen. Er komen diverse disciplines aan bod tijdens het festival zoals theater, kleinkunst, dans, muziek, muziektheater en mime.

## Geschiedenis
In 1987 beleefde het Café Theater Festival zijn eerste editie in twaalf kroegen in Utrecht. Het festival werd opgericht door een aantal kroegeigenaren in Utrecht die cultuur in cafés wilden promoten. Ondanks groot succes stierf het festival vijf jaar later een stille dood. In 2004 besloot Fred Besselse, eigenaar van café De Potdeksel, om het festival nieuw leven in te blazen. In de daarop volgende jaren sloten meer cafés zich aan. In 2018 en 2019 zijn ook in Tilburg en Zwolle soortgelijke festivals georganiseerd. Vanaf 2022 wordt het festival ook in Arnhem en Rotterdam georganiseerd.
In 2021 heeft er vanwege de coronacrisis in Nederland geen Café Theater Festival plaatsgevonden. In 2022 is er vanwege de coronamaatregelen geen vierdaags festival, maar zijn er vier kleinere eendaagse festivals georganiseerd. 
Intussen is het festival uitgebreid en geprofessionaliseerd en verwerven jonge gezelschappen en theatermakers bekendheid nadat ze (soms als debutant) op het Café Theater Festival hadden gespeeld. Voorafgaand aan het festival volgen jonge, professionele theater- en dansgezelschappen een ontwikkeltraject in de Café Theater Fabriek. Ze maken een korte voorstelling voor een eigen café, geïnspireerd door de ruimte en het cafépubliek. 

## Organisatie
De Stichting CaféTheaterFestival werkt volgens een bestuur-directie model met een vijfkoppig bestuur en tweekoppige directie. De directie is verantwoordelijk voor alle drie de festivals, die worden uitgevoerd door drie lokale projectgroepen. Ieder team vormt een combinatie van jonge professionals en werkervaringskrachten, die binnen het festival worden gecoacht en begeleid. Daarnaast is een Raad van Advies actief, bestaande uit ervaren professionals uit ons netwerk, die tweemaal per jaar bijeenkomt voor onafhankelijk en vrijblijvend advies. Stichting CafeTheaterFestival heeft een culturele ANBI status.

## Theatermakers en -groepen
Theatermakers en groepen die bekendheid verwierven door het Cafe Theater Festival zijn o.a.: Club Gewalt, Inge Wannet, Als de Beren Komen, De Knapperige mannen, Natuurlijkfiguurlijk, de Transmissie, Nina van der Mark, KNOT Kollektiv, Club Lam, Des Filles & de Boys, Jeff Aendenboom, Youri & Marie, Bart & Maarten, Anne Fe de Boer, Theatergroep Troubamour, Linde Baaijens, Kroket&Kroket, Janet van Oosterlaken, MAN || Co, Alice e.v.a.